# Maciej Kulisiewicz
Maciej Wacław Kulisiewicz (ur. 23 maja 1946 w Zduńskiej Woli, zm. 11 września 2023 we Wrocławiu) – polski inżynier budownictwa lądowego. Absolwent z 1969 Wydziału Budownictwa Lądowego Politechniki Wrocławskiej. W 1973 rozpoczął pracę w Instytucie Materiałoznawstwa i Mechaniki Technicznej Politechniki Wrocławskiej na stanowisku starszego asystenta pełniąc funkcję kierownika zespołu technicznego. 27 listopada 1975 obronił w Instytucie Materiałoznawstwa i Mechaniki Technicznej Politechniki Wrocławskiej pracę doktorską pt. „Ocena Własności Dynamicznych Nieliniowych Układów Mechanicznych o Skończonej Liczbie Stopni Swobody w oparciu o Niesymetryczny Model Duffinga”. W 1986 obronił rozprawę habilitacyjną zostając powołany na stanowisko docenta. Od 2006 profesor na Wydziale Mechanicznym Politechniki Wrocławskiej. W 1995 otrzymał Złoty Krzyż Zasługi w 2011 – Złoty Medal za Długoletnią Służbę, a w 2014 – Medal Komisji Edukacji Narodowej